# Алберацо (Форли-Чезена)
Алберацо (итал. Alberazzo) је насеље у Италији у округу Форли-Чезена, региону Емилија-Ромања.
Према процени из 2011. у насељу је живело 84 становника. Насеље се налази на надморској висини од 23 м.